# کوین راد

امضا کوین مایکل راد

کوین مایکل راد (به انگلیسی: Kevin Michael Rudd) (زاده ۲۱ سپتامبر ۱۹۵۷) نخست‌وزیر سابق استرالیا و رهبر حزب کارگر از احزاب قدرتمند این کشور بود.

## زندگی
وی زمانی وزیر امورخارجه استرالیا بود. ولی اکنون نماینده پارلمان است. حزب وی در ۲۴ نوامبر ۲۰۰۷ و در انتخابات فدرال ۲۰۰۷ توانست تا با پیروزی بر رقیب اصلی خود، حزب لیبرال استرالیا، به عنوان حزب پیروز شناخته شود و بدین ترتیب، کوین راد به جای جان هوارد به نخست وزیری کشور استرالیا انتخاب شد. وی در آخرین ساعت‌های ۲۳ ژوئن ۲۰۱۰ از رهبری حزبش کنار گذاشته شد تا نخست وزیری استرالیا به جانشینش جولیا گیلارد برسد .
کوین راد که از افزایش نارضایتی مردم از سیاست‌هایش دربارهٔ پناهندگان، مالیات بر معدنچیان و ... اطلاع داشت، از شرکت در رای‌گیری داخلی حزب حاکم کارگر که پنج‌شنبه برگزار شد، خودداری کرد تا شاید حزبش در انتخابات پیش رو نجات بیابد .
در سخنرانی خداحافظی که با حضور همسر و فرزندانش انجام شد، کوین راد در حالی که اشک می ریخت، از خدمت‌هایش به استرالیا و مردمش یاد کرد؛ پوزش از دودمان ربوده شده بومیان، جلوگیری از افتادن کشور به بحران جهانی اقتصادی و اصلاح سیستم درمانی.
در یازدهم سپتامبر ۲۰۱۰، گیلارد وی را به عنوان وزیر امورخارجه کابینه جدیدش معرفی کرد.